# Kapellplatz (Darmstadt)
Der Kapellplatz ist eine Parkanlage in Darmstadt.

## Geschichte und Beschreibung
Der Kapellplatz wurde nach der alten Friedhofskapelle benannt.
Diese Kapelle wurde im Jahre 1601 – zur Zeit des Landgrafen Ludwig V. – vor der ehemaligen Stadtmauer erbaut.
Die alte Friedhofskapelle wurde 1868 abgerissen.
Auf dem Areal befand sich der zweite Darmstädter Friedhof.
Der Friedhof wurde 1564 angelegt und im Jahre 1573 ummauert.
Genutzt wurde der Friedhof bis zum Jahre 1828.
Im Jahre 1866 wurden die meisten Grabmäler entfernt.
Heute ist der Kapellplatz ein öffentlicher, kleiner Park mit einigen verstreut stehenden Grabsteinen.
Die Parkanlage wurde nach einem Entwurf von Baurat Göbel gestaltet.
Der Park wurde mit Mosaikpflasterwegen und Bäumen gestaltet.
In der Südostecke befindet sich die Ruine der ehemaligen Saalkirche.
Die Saalkirche wurde im Jahre 1868 im neugotischen Stil nach Plänen des Stadtbaumeisters Eduard Hechler aus Bruchsteinmauerwerk erbaut. Diese Kirche wurde bei einem Luftangriff im Jahre 1944 größtenteils zerstört. Die Ruine der zerstörten Stadtkapelle mit ihrem 7 Meter hohen Granitkreuz in der Mitte, ist das zentrale Darmstädter Mahnmal für die Opfer des Zweiten Weltkriegs und des nationalsozialistischen Terrors. Das Mahnmal entstand am 11. September 1954, 10 Jahre nach der Brandnacht in Darmstadt, als Ergebnis eines von der Stadt Darmstadt ausgeschriebenen Wettbewerbs. Bei der Errichtung wurde der Eingangsbereich der Kirchruine abgerissen, die Außenmauern gesichert und mit Ziegeln als oberer Abschluss versehen. Dazu kamen zwei sich gegenüber liegende Mahn- und Gedenktafeln und ein Kreuz mit Gedenktafel. An den Stellen, an denen der vordere Kirchteil abgebrochen wurde, finden sich die Jahreszahlen des Krieges wieder.
Das Mahnmal wurde viele Jahre vernachlässigt, bis es im Jahre 1995 eine Mahnmalerweiterung und -sanierung gab. Zum 50. Jahrestag des Kriegsendes am 8. Mai 1995 erschuf der Darmstädter Künstler Thomas Duttenhoefer ein Mahnmal, bestehend aus einem sechsteiligen Bronzeensemble, verbunden über kaum sichtbare Linien am Boden. Den Mittelpunkt bildet die Bronzeplastik des leidenden Mannes. Zu dem Ensemble gehören außerdem ein Karren, ein schief stehender Obelisk, eine Helmform, Trümmerteile und ein Relief mit den Worten des Dichters Karl Krolow.
An der nördlichen Platzseite verläuft die Soderstraße. Die östliche Platzseite wird von der Mühlstraße bestimmt. Am Südrand der Parkanlage befinden sich das Ludwig-Georgs-Gymnasium. Westlich des Parks befinden sich die Alicen-Eleonoren-Schule und das Alte Pädagog (ehemalige Lateinschule).

## Impressionen vom Kapellplatz

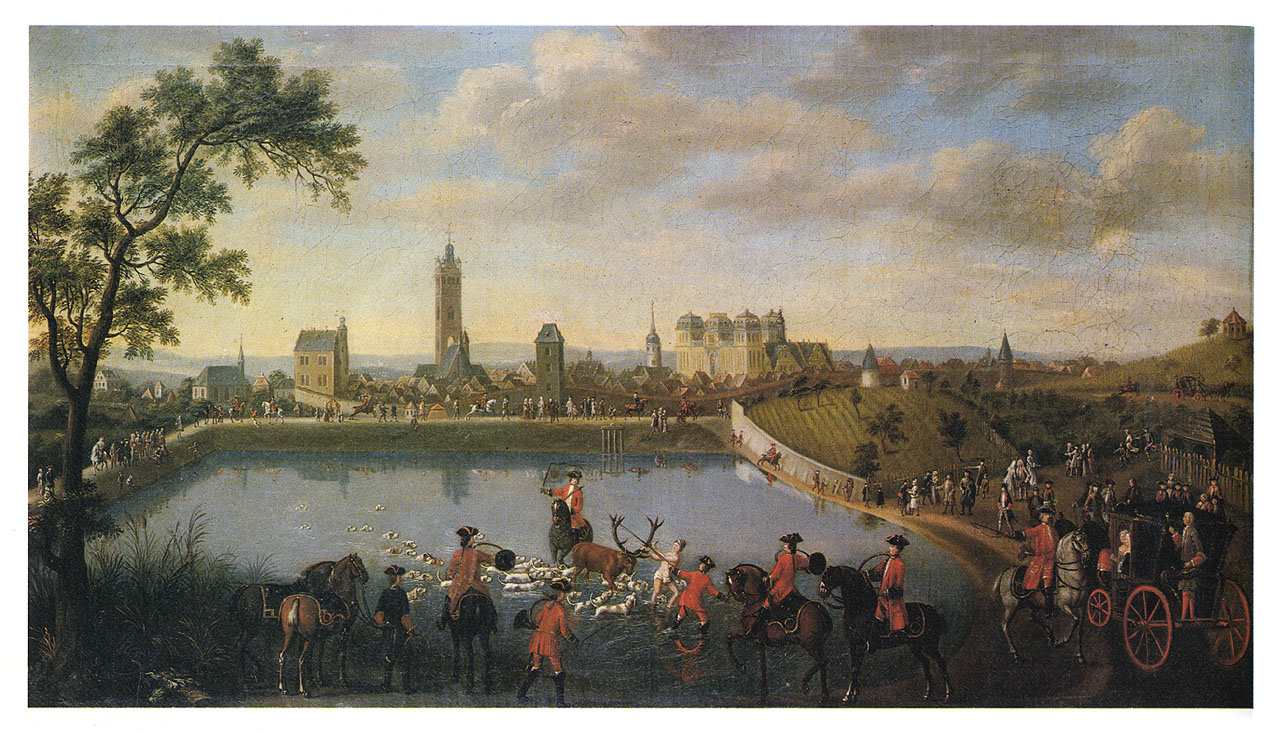
Stadtkapelle (am linken Bildrand), (Mitte des 18. Jahrhunderts)
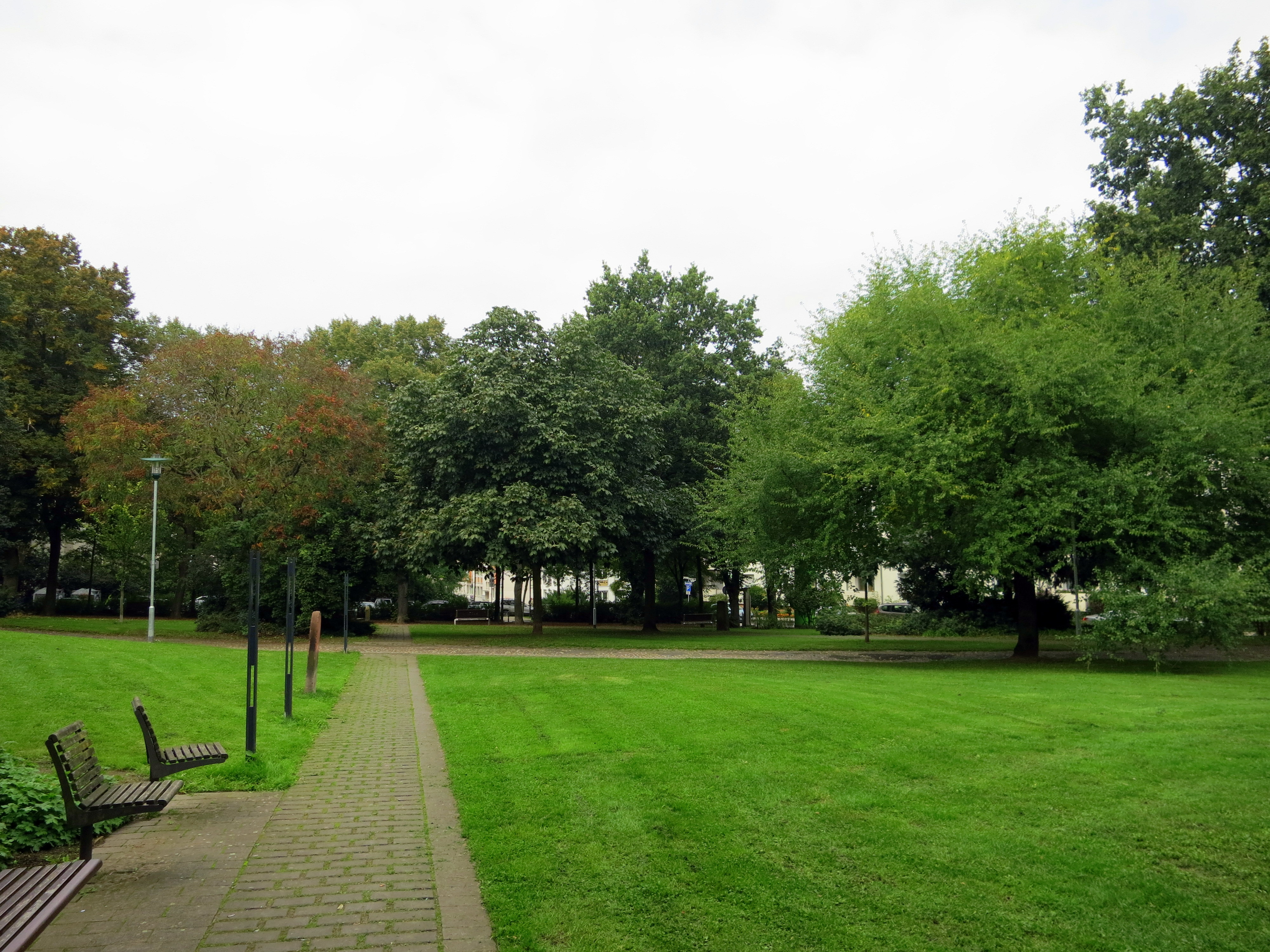
Kapellplatz
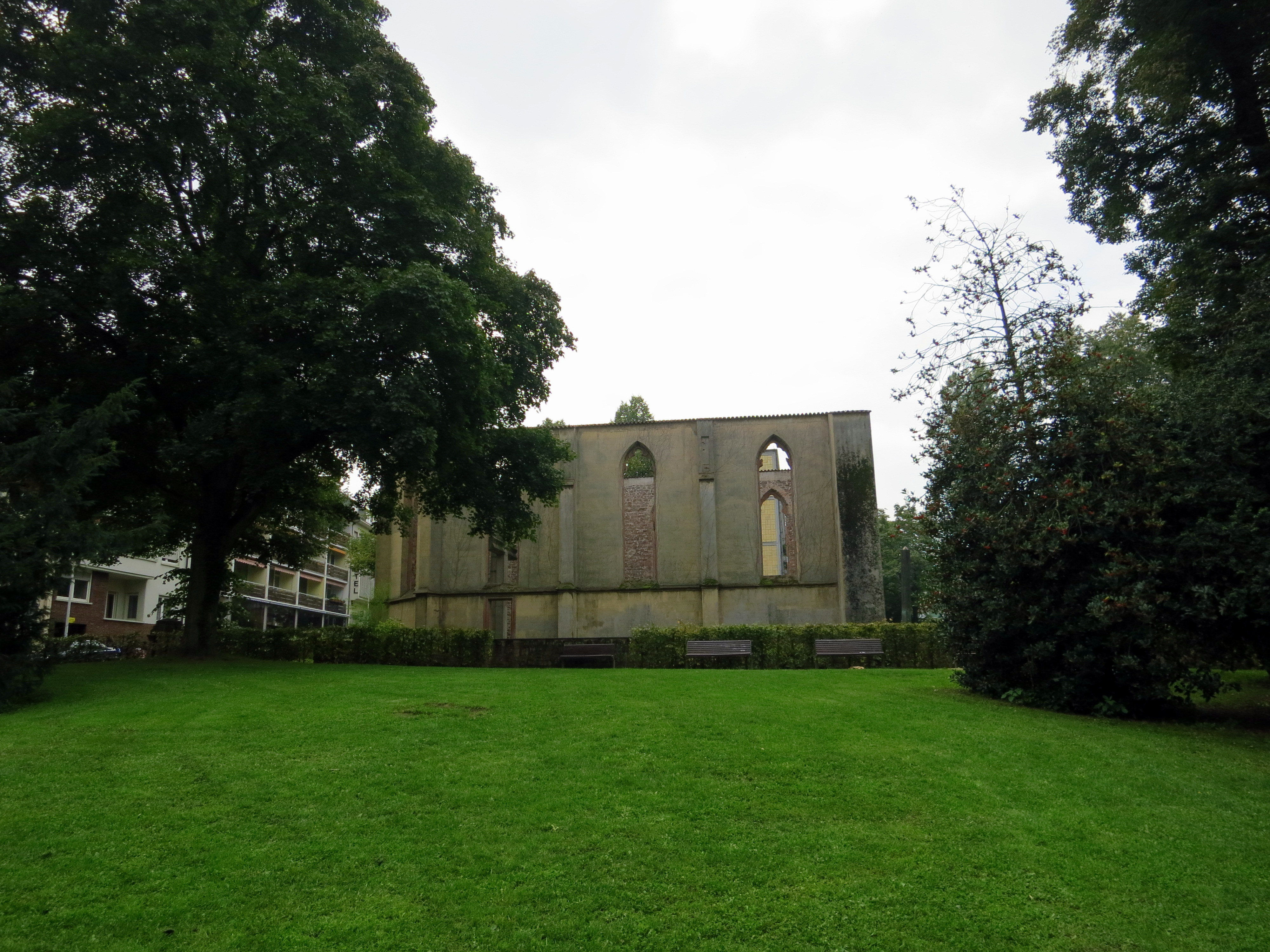
Kapellplatz mit Blick auf die Überreste der Stadtkapelle
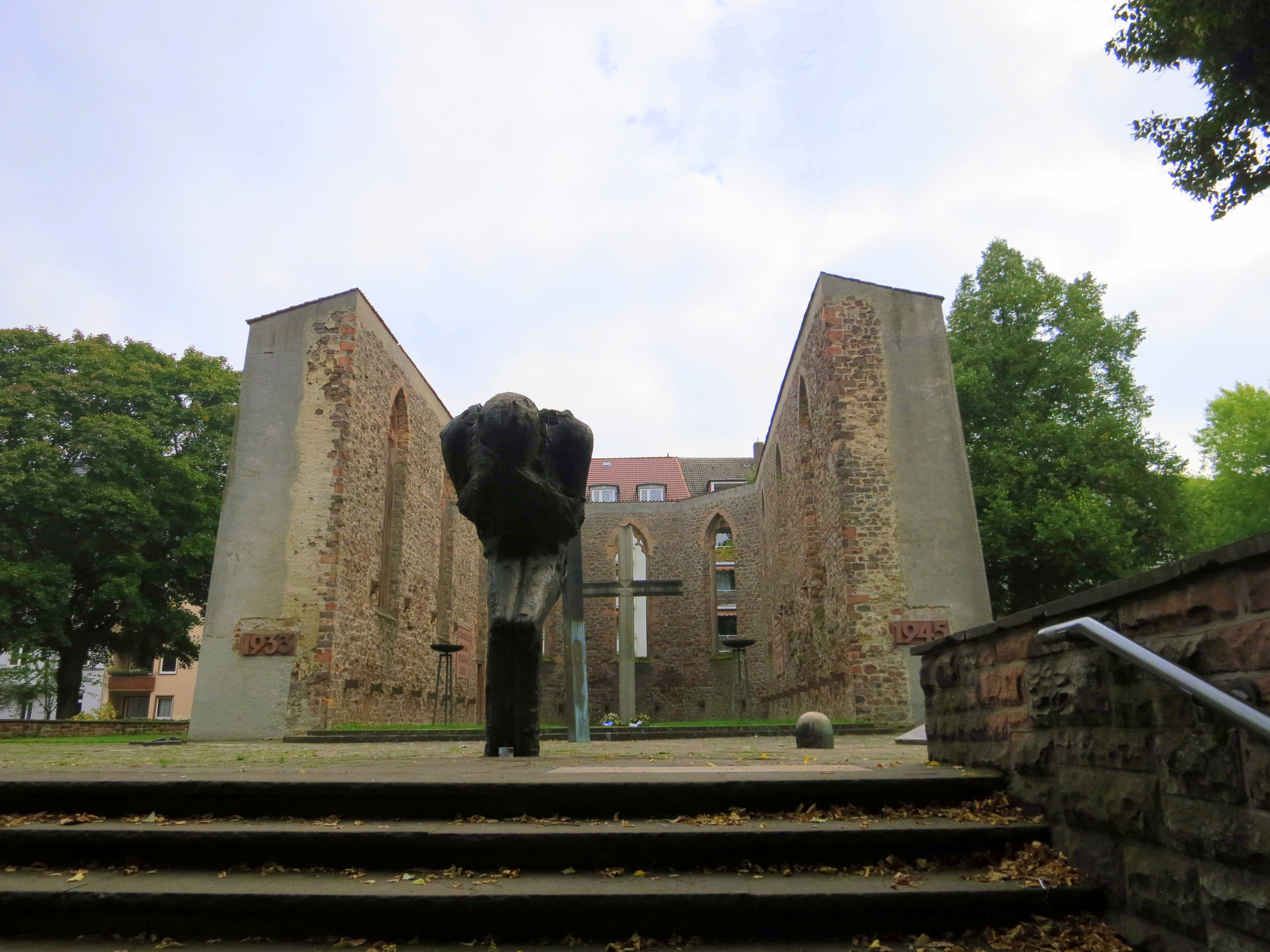
Die Überreste der Stadtkapelle als Mahnmal gegen die Weltkriege
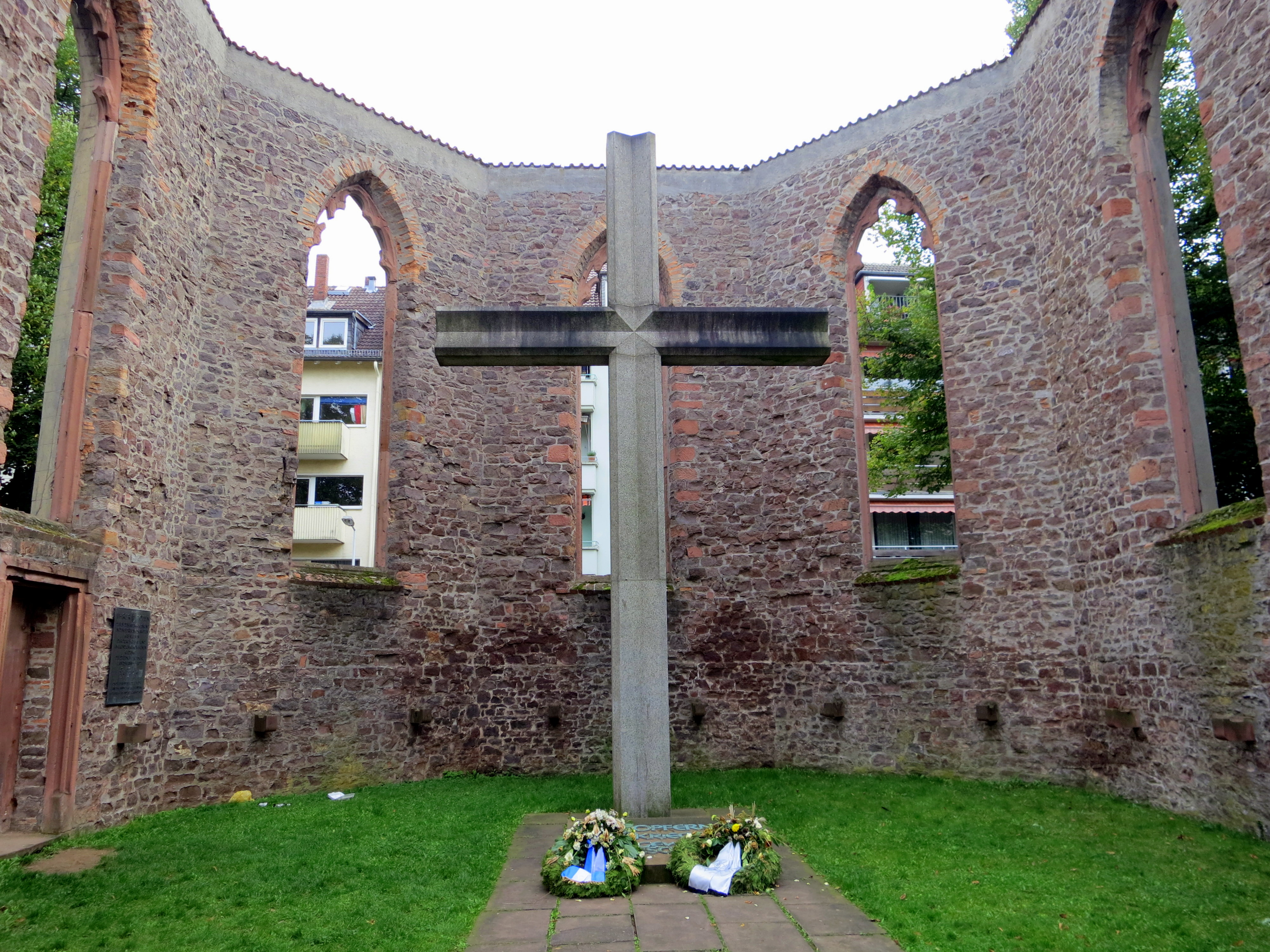
Die Überreste der Stadtkapelle als Mahnmal gegen die Weltkriege
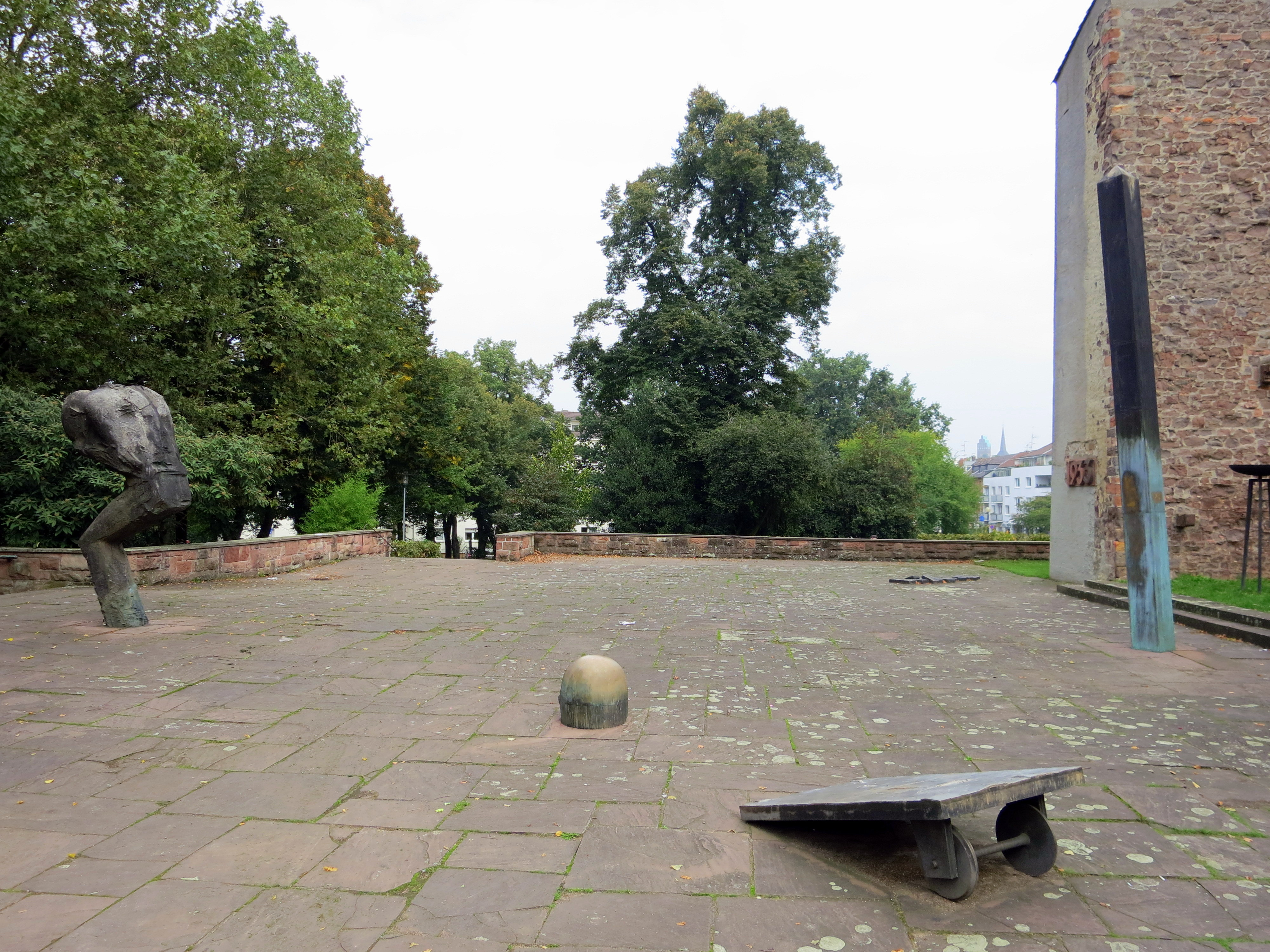
Vorplatz der zerstörten Stadtkapelle